# 圣帕尔杜拉里维耶尔
圣帕尔杜-拉里维耶尔（法語：Saint-Pardoux-la-Rivière，法語發音：[sɛ̃ paʁdu la ʁivjɛʁ]）是法国多尔多涅省的一个市镇，位于该省北部，属于农特龙区。

## 地理
圣帕尔杜-拉里维耶尔（45°29'36"N, 0°44'45"E）面积23.84 平方千米，位于法国新阿基坦大区多爾多涅省，该省份为法国西南部内陆省份，是法國本土面积第三大的省，大致对应佩里戈尔地区，北起顺时针与夏朗德省、上维埃纳省、科雷兹省、洛特省、洛特-加龙省、吉倫特省和滨海夏朗德省接壤。
与圣帕尔杜-拉里维耶尔接壤的市镇（或旧市镇、城区）包括：尚罗曼、米亚克德农特龙、圣索-拉库西耶尔、圣弗龙拉里维耶尔、索圣昂热勒、农特龙、萨维尼亚克德农特龙。
圣帕尔杜-拉里维耶尔的时区为UTC+01:00、UTC+02:00（夏令时）。

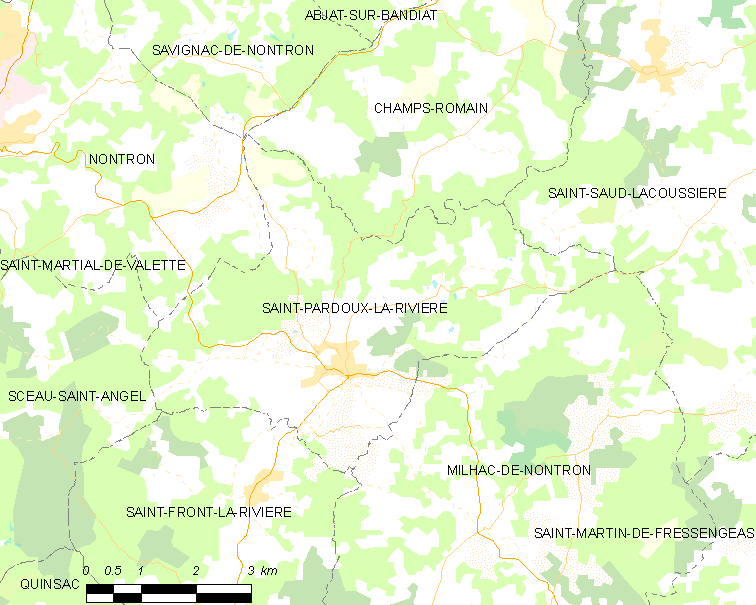
圣帕尔杜-拉里维耶尔的OSM定位图

## 行政
圣帕尔杜-拉里维耶尔的邮政编码为24470，INSEE市镇编码为24479。

## 政治
圣帕尔杜-拉里维耶尔所属的省级选区为农特龙绿色佩里戈尔县。

## 交通
多尔多涅省省道D83线、D83E1线、D83E2线和D707线在境内交汇。

## 人口

1962-2008年间圣帕尔杜-拉里维耶尔人口变化图示

圣帕尔杜-拉里维耶尔于2022年1月1日时的人口数量为1170人。